# Biographie Nationale de Belgique
La Biographie Nationale de Belgique (Biografia nacional de Bèlgica) és un diccionari biogràfic que va ser publicat entre 1866 i 1986 per l'Acadèmia reial de les ciències, lletres i belles arts de Bèlgica. Tracta les persones importants del país, així com les persones que abans de l'any 1830 van tenir un paper rellevant en els estats desapareguts que el 1830 van integrar el nou estat. La redacció d'una biografia nacional va ser un dels encàrrecs de l'Acadèmia, segons un decret del 1845. L'obra finalment només va començar quan el ministre Charles Rogier el 29 de maig de 1860 va reglar el finançament. Es va crear una comissió de la qual la primera tasca va ser de redactar la llista dels personatges per descriure i cercar els autors. Tot i que l'Acadèmia oficialment era bilingüe, només va publicar en francès. El primer volum, la lletra A va sortir el 1866 i la lletra Z (volum 27) va parèixer el 1938. Després de la Segona Guerra Mundial va continuar publicant suplements.
Típic per al nacionalisme d'estat d'aquesta època, l'obra volia «rehabilitar» els belgues que van «perdre la seva nacionalitat» com que les obres biogràfiques anteriors «en llengües estrangeres» no van reconèixer la seva belgitud. Tot i que abans dels efímers Estats Units Bèlgics (1790-1790), el territori mai no havia existit com a estat —s'ha de recordar que el principat de Lieja va ser un estat quasi mil·lenari i independent fins al 1795— i que la resta era una labor de retalls de comtats, ducats i altres senyories, les fronteres dels quals van canviar segons les vicissituds de la història i de les potències, es volia crear un sentiment nacional amb arrels fins a l'època dels valorosos belgae vantats per al seu coratge per Juli Cèsar. Típic també era la sotsrepresentació de les dones i diverses publicacions més recents van assajar pal·liar aquest oblit.
El 1986, l'Acadèmia va decidir d'aturar-ne la publicació, com que el concepte que des del segle xix no va gaire canviar, ja no corresponia a la historiografia moderna. En cent-trenta anys es van publicar 44 volums i 12.086 biografies. Des del 1988 l'acadèmia va llançar la Nouvelle Biographie Nationale (nova biografia nacional) segons un concepte més modern.